# 轉錄前起始複合體

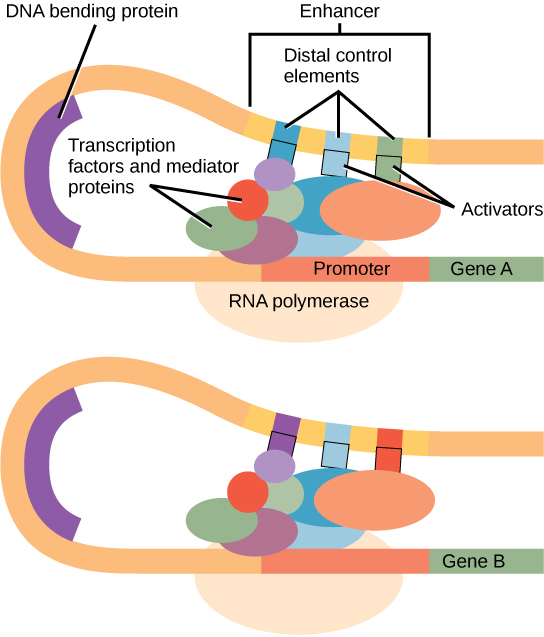
真核生物mRNA轉錄的轉錄前起始複合體示意圖

轉錄前起始複合體（Transcription preinitiation complex，簡稱PIC）是真核生物與古菌細胞基因轉錄前由約100個蛋白質組成的複合體，真核生物轉錄mRNA的前起始複合體包括負責轉錄的RNA聚合酶Ⅱ、6種通用轉錄因子（TFIIA、TFIIB、TFIID、TFIIE、TFIIF、TFIIH）與其他輔助蛋白，組成過程中TFIID的TATA結合蛋白次單元首先在TFIIA的幫助下與DNA啟動子的TATA盒（或起始子元件等其他元件）結合，接著TFIIB也會與啟動子上的BRE元件（TFIIB-recognition element）結合，D、A、B三者與啟動子結合組成的複合體可再吸引TFIIF和RNA聚合酶Ⅱ前來，隨後TFIIE、TFIIH再先後與複合體結合，後者結合DNA中的模板股，具解旋酶活性，可將啟動子區域的DNA雙股螺旋解開以形成轉錄泡，此外還具激酶活性，可將RNA聚合酶Ⅱ的C端結構域磷酸化以活化聚合酶開始轉錄。除了以上六種通用轉錄因子外，轉錄前起始複合體還包括中介體、染色質重塑酶、其他共同活化物等調控蛋白，其中中介子與轉錄前起始複合體結合後，可與距離較遠的調控序列強化子結合以促進轉錄進行。古菌的轉錄前起始複合體與真核生物的類似，但較為簡化，僅需TATA結合蛋白、TFIIB與RNA聚合酶，且轉錄因子與DNA結合的方向和真核生物的可能為相反。
真核生物的轉錄起始後，聚合酶合成約10個鹼基的RNA時可能發生流产性起始，即聚合酶停止轉錄、將此10nt左右的RNA釋出，但仍與啟動子結合，隨後聚合酶成功脫離啟動子和轉錄前起始複合體（啟動子解離）才可繼續轉錄產生完整的mRNA（此過程中RNA聚合酶Ⅱ的C端結構域會被磷酸化），在此之前可能會發生數次的流产性起始。
RNA聚合酶I（轉錄rRNA）與RNA聚合酶III（轉錄tRNA等小RNA）轉錄起始的機制則與RNA聚合酶II的不同。RNA聚合酶I轉錄前，UBTF先與起始位點上游100至200nt處的上游控制元件（UCE）結合，再與選擇因子I複合體（或稱TIF-IB）結合，促使上游控制元件與啟動子核心區域接觸，隨後RNA聚合酶I再與此複合體結合並開始轉錄；RNA聚合酶III的轉錄起始則仰賴位於起始位點下游的調控序列（internal control sequences），具體機制因轉錄小RNA的種類而異。